# Јасмина Ђошић
Јасмина Ђошић је била српска продавачица из Алексинца и жртва словеначког серијског убице Силва Плута.

## Убиство
Јасмина је радила као продавачица у радњи "Врањанка" на Алексиначком Руднику. Када је убијена имала је 25 година. Њено тело пронађено је унакажено на путу између Алексинца и Алексиначког Рудника. Убица је био словеначки држављанин Силво Плут (1968–2007), који је на Руднику, као непријављен радио на грађевини, односно реновирању рудничке основне школе. Њега је у Србију довео пријатељ Срђан Живковић који је касније ослобођен сумњи за саучесништво. Истрагом је руководио Јово Милић, тада начелник полиције. Силво је у Словенији одслужио тринаест година затвора због свирепог убиства школске другарице Марјанце Матјашић, након изласка из затвора дошао је у Србију. По Јасминином убиству поново је побегао у Словенију, где је 2006, напао брачни пар Улчур, супруг Мирко је успео да побегне, али његову жену Љубицу је силовао, резао ножем и заклао. Ухапшен је и осуђен на 30 година затвора за Љубичино убиство. Нишки суд га је у одсуству такође осудио на 40 година због Јасмининог убиства. Починио је самоубиство седативима у затвору у Словенији, дан након изрицања пресуде 2007. године. Плут је до краја живота негирао да је имао везе са Јасмининим убиством, док је остала признао. Јасминина смрт и трагање за починиоцем је екранизована у шестој епизоди документарног серијала "Срце злочина".